# Saggio chimico
Un saggio chimico, o test chimico, è una tecnica analitica eseguita su piccolissime quantità di sostanza con lo scopo di identificare qualitativamente o semi-quantitativamente un determinato composto, specie chimica o gruppo funzionale. Nella letteratura scientifica è spesso conosciuto con il termine equivalente inglese di spot test.
L'identificazione chimica è causata da un cambiamento inequivocabilmente percepibile dell'analita, come potrebbe essere una reazione chimica che lo colora (Reazione colorimetrica), può essere una tecnica di tipo distruttivo o meno.
Molto diffuso anche in biologia e nella chimica clinica, può essere usato per identificare tracce di organismi, cellule o parti di esse. Gli spot test per definizione sono delle prove analitiche veloci, pratiche e che usano risorse limitate.
Se diventano più articolati e complessi, con lo scopo di dare più informazioni o più precise, si parla più generalmente di microanalisi.